# Miss Amazonas
Miss Amazonas (ou Miss Universo Amazonas) é o primeiro e mais antigo concurso de beleza feminino do Estado do Amazonas, realizado anualmente com a presença de diversas candidatas municipais. A competição teve a frente por muitos anos o cerimonialista Lucius Gonçalves (de 2010 a 2018) como realizador, mas atualmente ficam à frente da realização as empresárias Ana Lúcia Lopes & Bárbara Rucci. O Amazonas é o único Estado da Região Norte do Brasil a ter duas coroas na disputa nacional, conquistadas em 1957 com Terezinha Morango (nascida em São Paulo de Olivença) e a itacoatiarense Mayra Dias em 2018.

## Histórico

### Coordenações
Estiveram à frente da realização do concurso:
- 1955 a 1980: Diários Associados do Amazonas.
  - 1955 a 1968: Epaminondas Barahuna (diretor dos Diários Associados no Amazonas).
  - 1969 a 1975: Jaime Rebelo de Sousa (radialista da Rádio Baré) & Farid Simões Amud (jornalista).
  - 1976 a 1977: Jaime Rebelo de Sousa (radialista da Rádio Baré).
  - 1978 a 1980: Osny Tavares de Araújo, Almir Silva & Therezinha Corrêa Barreto.
- 1981 a 1990: Sistema Brasileiro de Televisão.
  - 1981 a 1983: Raimundo Nonato Garcia Filho "Nogar" (colunista social do Jornal do Commercio).
  - em 1984: Therezinha Corrêa Barreto.
  - 1985 a 1990: Leonor Pinheiro (do jornal "A Crítica")
- 1991 a 1993: The Most of Brazilian Beauty.
  - em 1992: Carlos Aguiar (colunista social) e Célio Said (fotógrafo).
- 1994 a 1996: Paulo Max Empreendimentos & Produções Artísticas.
  - 1994 a 1996: Júlio Ventilari e Waisser Botelho (jornalistas).
- 1997 a 1998: Singa Brasil Agência de Viagens & Operadora de Turismo.
  - 1997 a 1998: Waisser Botelho (jornalista).
- 1999 a 2011: Gaeta Promoções e Eventos Ltda.
  - 1999 a 2001: Waisser Botelho (jornalista).
  - 2002 a 2003: Sem coordenação local.
  - 2004 a 2009: Márcia Meirelles (empresária).
  - 2010 a 2011: Márcia Meirelles (empresária) & Lucius Gonçalves (cerimonialista).
- 2012 a 2014: Enter - Entertainment Experience.
  - 2012 a 2014: Márcia Meirelles (empresária) & Lucius Gonçalves (cerimonialista).
- 2015 a 2019: Polimport - Comércio e Exportação Ltda.
  - 2015 a 2018: Lucius Gonçalves (cerimonialista).
  - em 2019: Ricardo Cunha (diretor da TV Bandeirantes Amazonas).
- 2020 a 2022: Miss Brasil Organização de Eventos Ltda.
  - 2021 a 2022: Waldomiro "Miro" Sampaio (administrador).
- 2023 a 2025: Teen Brasil (Gerson Luiz Antonelli).
  - em 2023: Waldomiro "Miro" Sampaio (administrador).
  - desde 2024: Ana Lúcia Lopes & Bárbara Rucci (empresárias).

### Resumo de classificações
O desempenho das amazonenses no Miss Brasil:
| Posição       | Quantidade |
| ------------- | ---------- |
| Vencedora     | 2          |
| 2º. Lugar     | 4          |
| 3º. Lugar     |            |
| 4º. Lugar     |            |
| 5º. Lugar     | 3          |
| Finalista     | 1          |
| Semifinalista | 17         |
| Total         | 27         |

### Prêmios Especiais
- Miss Simpatia: Telma Carvalho (1964)

- Melhor Traje Típico: Vivian Amorim (2012)

- Miss Voto Popular: Brena Dianná (2016)  ·  Juliana Soares (2017)  ·  Mayra Dias (2018) ·  Alice Casanova (2023)

- Desafio Fotográfico: Mayra Dias (2018)

### Galeria das vencedoras

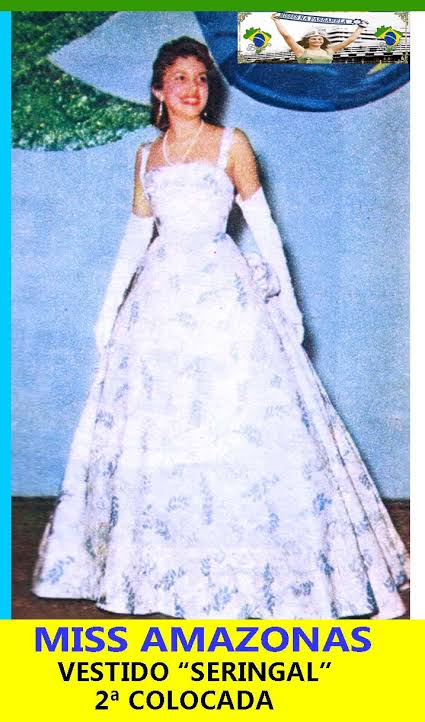
Annete Stone, Miss Amazonas 1955.
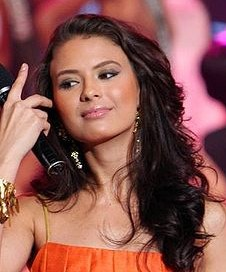
Priscilla Meirelles, Miss Amazonas 2004.
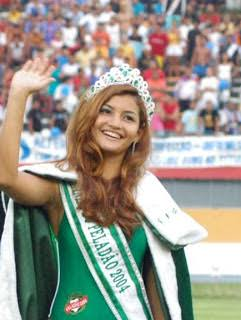
Gabrielle Costa, Miss Amazonas 2008.
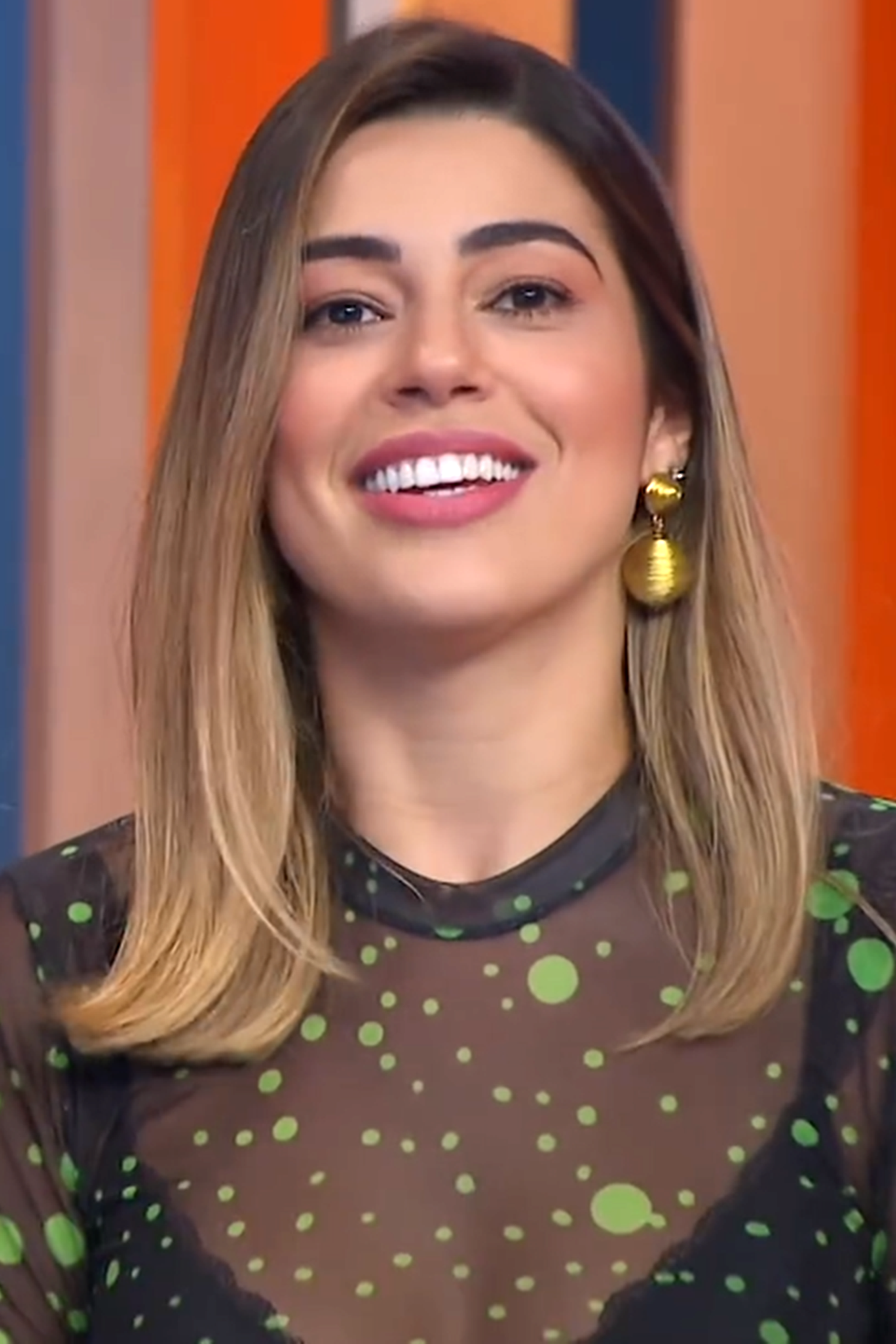
Vivian Amorim, Miss Amazonas 2012.

## Vencedoras
- A Miss Amazonas tornou-se Miss Brasil

| Ano  | Participação                                            | Vencedoras                                              | Representação                                           | Colocação                                               | Miss Universo                                           | Ref.   |
| ---- | ------------------------------------------------------- | ------------------------------------------------------- | ------------------------------------------------------- | ------------------------------------------------------- | ------------------------------------------------------- | ------ |
| 2025 | 66ª                                                     | Roci Pankov                                             | Manaus                                                  | Semifinalista (Top 14)                                  |                                                         | [ 1 ]  |
| 2024 | 65ª                                                     | Ana Sarah Barreto                                       | Caapiranga                                              |                                                         |                                                         | [ 2 ]  |
| 2023 | 65ª                                                     | Alice Casanova                                          | Coari                                                   | Finalista (Top 07)                                      |                                                         | [ 3 ]  |
| 2022 | 64ª                                                     | Rebeca Portilho                                         | Manaus                                                  | 2º. Lugar                                               |                                                         | [ 4 ]  |
| 2021 | 63ª                                                     | Rebeca Portilho                                         | Manaus                                                  | 5º. Lugar                                               |                                                         | [ 4 ]  |
| 2020 | A Miss Brasil foi indicada, portanto não houve disputa. | A Miss Brasil foi indicada, portanto não houve disputa. | A Miss Brasil foi indicada, portanto não houve disputa. | A Miss Brasil foi indicada, portanto não houve disputa. | A Miss Brasil foi indicada, portanto não houve disputa. | [ 5 ]  |
| 2019 | 62ª                                                     | Lorena Alencar                                          | Manaus                                                  | Semifinalista (Top 10)                                  |                                                         | [ 6 ]  |
| 2018 | 61ª                                                     | Mayra Dias                                              | Itacoatiara                                             | MISS BRASIL 2018                                        | Semifinalista (Top 20)                                  | [ 7 ]  |
| 2017 | 60ª                                                     | Juliana Soares                                          | Manaus                                                  | Semifinalista (Top 15)                                  |                                                         | [ 8 ]  |
| 2016 | 59ª                                                     | Brena Dianná                                            | Parintins                                               | Semifinalista (Top 15)                                  |                                                         | [ 9 ]  |
| 2015 | 58ª                                                     | Carolina Toledo                                         | Manaus                                                  |                                                         |                                                         | [ 10 ] |
| 2014 | 57ª                                                     | Ytala Narjjara                                          | Loja M2                                                 | Semifinalista (Top 10)                                  |                                                         | [ 11 ] |
| 2013 | 56ª                                                     | Tereza Azêdo                                            | Parintins                                               |                                                         |                                                         | [ 12 ] |
| 2012 | 55ª                                                     | Vivian Amorim                                           | Paradise Turismo                                        | Semifinalista (Top 10)                                  |                                                         | [ 13 ] |
| 2011 | 54ª                                                     | Tammy Cavalcante                                        | Loja de Calçados Via Uno                                | 5º. Lugar                                               |                                                         | [ 14 ] |
| 2010 | 53ª                                                     | Lilian Lopes                                            | Aquarela Materiais de Construção                        | 2º. Lugar                                               |                                                         | [ 15 ] |
| 2009 | 52ª                                                     | Cecília Stadler                                         | Manaus                                                  |                                                         |                                                         | [ 16 ] |
| 2008 | 51ª                                                     | Gabrielle Costa                                         | Manaus                                                  |                                                         |                                                         | [ 17 ] |
| 2007 | 50ª                                                     | Priscilla Riker                                         | Manaus                                                  | Semifinalista (Top 15)                                  |                                                         | [ 17 ] |
| 2006 | 49ª                                                     | Thaysa Neves                                            | Manaus                                                  |                                                         |                                                         | [ 18 ] |
| 2005 | 48ª                                                     | Danielle Costa                                          | Manaus                                                  | Semifinalista (Top 10)                                  |                                                         | [ 19 ] |
| 2004 | 47ª                                                     | Priscilla Meirelles                                     | Manaus                                                  | 5º. Lugar                                               |                                                         | [ 20 ] |
| 2003 | 46ª                                                     | Aline Hayashi                                           |                                                         |                                                         |                                                         | —      |
| 2002 | 45ª                                                     | Tatiane Alves                                           |                                                         | Semifinalista (Top 10)                                  |                                                         | —      |
| 2001 | 44ª                                                     | Danielle Bueno                                          |                                                         |                                                         |                                                         | —      |
| 2000 | 43ª                                                     | Viviane Lima                                            |                                                         |                                                         |                                                         | —      |
| 1999 | 42ª                                                     | Joice Barros                                            |                                                         |                                                         |                                                         | —      |
| 1998 | 41ª                                                     | Maeme Lacerda                                           | Manaus                                                  |                                                         |                                                         | [ 21 ] |
| 1997 | 40ª                                                     | Liana Paula Martins                                     | Manaus                                                  | Semifinalista (Top 12)                                  |                                                         | [ 22 ] |
| 1996 | 39ª                                                     | Jacilene Cardoso Nunes                                  |                                                         | Semifinalista (Top 12)                                  |                                                         | —      |
| 1995 | 38ª                                                     | Lícia Cristina Barros                                   |                                                         |                                                         |                                                         | —      |
| 1994 | 37ª                                                     | Cristiane Silva Lins                                    | Benjamin Constant                                       | Semifinalista (Top 12)                                  |                                                         | —      |
| 1993 | A Miss Brasil foi indicada, portanto não houve disputa. | A Miss Brasil foi indicada, portanto não houve disputa. | A Miss Brasil foi indicada, portanto não houve disputa. | A Miss Brasil foi indicada, portanto não houve disputa. | A Miss Brasil foi indicada, portanto não houve disputa. | —      |
| 1992 | 36ª                                                     | Ana Cristina Pereira                                    | Nacional Futebol Clube                                  | Semifinalista (Top 12)                                  |                                                         | —      |
| 1991 | O Estado não enviou candidata ao Miss Brasil 1991.      | O Estado não enviou candidata ao Miss Brasil 1991.      | O Estado não enviou candidata ao Miss Brasil 1991.      | O Estado não enviou candidata ao Miss Brasil 1991.      | O Estado não enviou candidata ao Miss Brasil 1991.      | —      |
| 1990 | Não houve disputa nacional de Miss Brasil em 1990.      | Não houve disputa nacional de Miss Brasil em 1990.      | Não houve disputa nacional de Miss Brasil em 1990.      | Não houve disputa nacional de Miss Brasil em 1990.      | Não houve disputa nacional de Miss Brasil em 1990.      | —      |
| 1989 | 35ª                                                     | Luisiana Medeiros                                       |                                                         | Semifinalista (Top 12)                                  |                                                         | —      |
| 1988 | 34ª                                                     | Eliana Marques da Silva                                 | Caiçara Clube de Campo                                  |                                                         |                                                         | —      |
| 1987 | 33ª                                                     | Anne Christine César                                    | Atlético Rio Negro Clube                                |                                                         |                                                         | [ 23 ] |
| 1986 | 32ª                                                     | Gina Santiago de Araújo                                 |                                                         |                                                         |                                                         | [ 24 ] |
| 1985 | 31ª                                                     | Grace Mara Chagas                                       | Lojas Cearenses                                         |                                                         |                                                         | [ 25 ] |
| 1984 | 30ª                                                     | Alessandra Peretti                                      | Clube Sírio Líbanês                                     |                                                         |                                                         | —      |
| 1983 | 29ª                                                     | Zilene Silva de Souza                                   |                                                         |                                                         |                                                         | —      |
| 1982 | 28ª                                                     | Kátia Louzada Vargas                                    | Atlético Rio Negro Clube                                |                                                         |                                                         | —      |
| 1981 | 27ª                                                     | Adriana Lippolis Barcellos                              | Lojas Quartier Latin                                    | 2º. Lugar                                               |                                                         | —      |
| 1980 | 26ª                                                     | Maria Emília Frota Barreto                              | Indústria All-Stop                                      |                                                         |                                                         | —      |
| 1979 | 25ª                                                     | Messody Serruya Israel                                  | Clube Sírio Libanês                                     |                                                         |                                                         | —      |
| 1978 | 24ª                                                     | Telma Josefa Francisco                                  | Curso Eisten                                            |                                                         |                                                         | —      |
| 1977 | 23ª                                                     | Letícia de Athaíde Barbosa †                            | Círculo Militar de Manaus                               |                                                         |                                                         | —      |
| 1976 | 22ª                                                     | Ingrid Cavalcanti da Silva                              | Nacional Fast Clube                                     |                                                         |                                                         | —      |
| 1975 |                                                         | Silvana Leite de Almeida                                | Maués                                                   | Não disputou. Renunciou.                                |                                                         | —      |
| 1975 | 21ª                                                     | Janete Castro Amorim b                                  | Fazendário Clube                                        |                                                         |                                                         | —      |
| 1974 | 20ª                                                     | Suzete Pires da Silva                                   |                                                         |                                                         |                                                         | —      |
| 1973 | 19ª                                                     | Roseana Leite de Almeida                                | Maués                                                   |                                                         |                                                         | —      |
| 1972 | 18ª                                                     | Suely Souza da Silva                                    | Manaus                                                  |                                                         |                                                         | —      |
| 1971 | 17ª                                                     | Terezinha de Jesus Barbosa                              | América Futebol Clube                                   | Semifinalista (Top 08)                                  |                                                         | —      |
| 1970 | 16ª                                                     | Analiz Nunes Feitosa                                    | Bancrévea Clube                                         |                                                         |                                                         | —      |
| 1969 | 15ª                                                     | Suely de Mello Veras                                    | Nacional Futebol Clube                                  | Semifinalista (Top 08)                                  |                                                         | —      |
| 1968 | 14ª                                                     | Maria de Fátima Acris                                   | Tijuca Clube de Coari                                   |                                                         |                                                         | —      |
| 1967 | 13ª                                                     | Nelma Ramos Batista c                                   | Clube Municipal de Manaus                               |                                                         |                                                         | —      |
| 1967 |                                                         | Zeina Bader Chamma                                      | Ideal Clube                                             | Não disputou, assumiu.                                  |                                                         | —      |
| 1966 | 12ª                                                     | Ermengarda Fonsêca                                      | Grêmio Guanabara de Manaus                              |                                                         |                                                         | —      |
| 1965 | 11ª                                                     | Jane Fátima Carvalho                                    | Atlético Cliper Clube                                   |                                                         |                                                         | —      |
| 1964 | 10ª                                                     | Telma Lobo de Carvalho                                  | Bancrévea Clube                                         |                                                         |                                                         | —      |
| 1963 | 9ª                                                      | Fátima Neves da Silva                                   | Jornal do Commercio d                                   | Semifinalista (Top 08)                                  |                                                         | —      |
| 1962 | 8ª                                                      | Suely Moura de Melo                                     | Jornal do Commercio e                                   |                                                         |                                                         | —      |
| 1961 | 7ª                                                      | Neila Loureiro Nery                                     | Jornal do Commercio f                                   |                                                         |                                                         | —      |
| 1960 | 6ª                                                      | Vanja Nobre Jacob g                                     | Atlético Barés Clube                                    | Semifinalista (Top 08)                                  |                                                         | —      |
| 1959 | 5ª                                                      | Nora Pazuelo Sabbá                                      | Ideal Clube                                             |                                                         |                                                         | —      |
| 1958 | 4ª                                                      | Ruth Leite Costa Novo                                   | Juventude Clube                                         |                                                         |                                                         | —      |
| 1957 | 3ª                                                      | Terezinha Morango †                                     | Atlético Rio Negro Clube                                | MISS BRASIL 1957                                        | 2º. Lugar                                               | [ 26 ] |
| 1956 | 2ª                                                      | Zeina Aleme "Ramadan"                                   | Cheik Clube                                             |                                                         |                                                         | —      |
| 1955 | 1ª                                                      | Anete Stone                                             | Atlético Rio Negro Clube                                | 2º. Lugar                                               |                                                         | —      |